# Lucio Ridenti
Lucio Ridenti (7 de agosto de 1895 – 15 de enero de 1973) fue un actor teatral y cinematográfico de nacionalidad italiana.

## Biografía
Su verdadero nombre era Ernesto Scialpi, y nació en Tarento, Italia. Inició su carrera como actor en 1914 trabajando con Ermete Novelli y, en años sucesivos, actuó junto a intérpretes como Memo Benassi, Dina Galli, Alda Borelli y Tatiana Pavlova. Ridenti interpretó diferentes papeles en espectáculos teatrales, y en 1921 participó en el film Senza pietà, de Emilio Ghione. 
En 1926, en el Teatro Carignano de Turín, sufrió una repentina pérdida de audición que le impidió continuar con la carrera teatral. Se hizo escritor y periodista crítico de arte, trabajando durante veinticinco años para la Gazzetta del Popolo, y fundando en 1925 en Turín la revista teatral Il dramma, que dirigió ininterrumpidamente durante 43 años.
En Turín, y junto a su mujer Donata, también se ocupó en publicaciones y fotografía de moda, colaborando en las revistas Le Grandi Firme, dirigida por Pitigrilli e ilustrada por Gino Boccasile, y Bellezze, de la cual formó parte del comité de redacción junto a Cipriano Oppo, Giò Ponti y Alberto Francini.
Ridenti publicó numerosos libros de memorias y estudios teatrales (entre ellos "Cavalcata delle stagioni", "La Duse minore", o "Il Petronio") así como la colección completa (en cinco volúmenes) de las críticas teatrales de Renato Simoni en el Corriere della Sera (entre 1911 y 1952).

## Il Dramma
Il dramma era una revista teatral de periodicidad quincenal, que en cada edición ofrecía un avance de comedias nuevas o poco conocidas, algunas de las cuales llegarían a ser importantes (por ejemplo La Venexiana), versiones de obras ya conocidas, y críticas y artículos sobre el mundo del teatro y sus protagonistas. 
La publicación de Il dramma cerró con el número 381 de junio de 1968, cuando la salud de Lucio Ridenti se deterioró gravemente y le forzó a guardar cama.
A partir de 1968 la revista prosiguió bajo una dirección diferente, ocupándose también del cine y del arte contemporáneo, pero sin llegar a reconquistar a su público. Tras ser transferida a Roma, su publicación terminó definitivamente en 1983.
Lucio Ridenti falleció en Turín en 1973.